# Popolo Akhvakh
Gli Akhvakh (noti anche come Akhwakh, Akhvakhtsy o G'akhevalal; ахвахцы in russo) sono uno dei popoli Avari del Daghestan e hanno una propria lingua. Si chiamano anche Atluatii o Ashvado e prima del 1930 gli etnologi sovietici li consideravano come un gruppo etnico distinto. Da allora sono stati spesso classificati come Avari.

## Demografia
Gli Akvakh vivono nel distretto di Akhvakhsky del Daghestan tra i fiumi Avar e Andi. Nel 1926 erano 3.683. Gli Akhvakh sono principalmente musulmani sunniti e affrontano la continua assimilazione da parte degli Avari. All'inizio degli anni '90 si stimava che circa 8.000 persone fossero akhvakh, anche se questo numero include coloro che sono stati completamente assimilati come avari ma riconoscono ancora di avere origini akhvakh.
Vivono anche a Zaqatala, in Azerbaigian, la parte nord-occidentale dell'Azerbaigian che confina con la Russia e la Georgia. Il villaggio di Akhakhdere ("Axəxdərə" in lingua azera) è l'unico villaggio in cui vivono le persone akhvahk. Gli akvakh non si considerano Avari, sebbene le loro carte d'identità contengano informazioni sul fatto che la loro nazionalità sia "Avar".